# Sigismund Neukomm

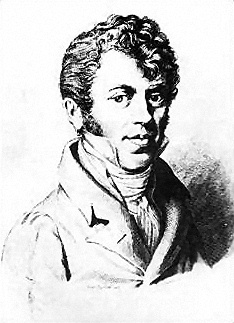
Sigismund von Neukomm

Sigismund Neukomm o Sigismund Ritter von Neukomm [después de ser nombrado caballero] (Salzburgo, 10 de julio de 1778 – París, 3 de abril de 1858) fue un compositor y pianista austríaco.
Neukomm primero estudió con el organista Weissauer y después teoría musical con Michael Haydn, a pesar de que sus estudios en la Universidad de Salzburgo fueron de filosofía y matemáticas. Llegará a ser organista honorario en la iglesia de la Universidad de Salzburgo en 1792 y será nombrado maestro del teatro de la corte en 1796. Fue, además, maestro de capilla en el teatro alemán de San Petersburgo desde 1804 a 1809, y en la década de 1810 su actividad se desarrollará en Brasil, donde dio a conocer la obra de Joseph Haydn y Mozart. Trabajó en la corte de Juan VI en Río de Janeiro.  Algunas obras destacables son : Johann Nepomuk Hummel's op. 123 que es una Fantasía para Piano sobre temas de Hummel. La Handel and Haydn Society de Boston, por ejemplo, ofreció 55 actuaciones de su oratorio durante los años de 1830s.
La obra de Neukomm es muy extensa. Con la aprobación de Joseph Haydn realizó varios arreglos de sus obras, incluyendo los oratorios Las Estaciones y La Creación. Compuso un quinteto para clarinete,  varias obras para órgano (voluntaries), diez óperas, música incidental, 48 misas, 8 oratorios, y un amplio elenco de pequeñas obras, que incluyen piezas vocales, obras para piano y unas 200 canciones.
En 1814 se hizo cargo de la construcción de una lápida para la primera tumba de Haydn, en el cementerio de Hundsturm, en Viena. La inscripción incluye un canon enigmático compuesto por el propio Neukommf. Él había sido discípulo de Haydn y tuvo un contacto regular con el compositor en los últimos meses de su vida.
Es un compositor casi olvidado en nuestros días pero fue muy famoso en su tiempo. Fue invitado a dirigir la Misa de la Coronación de Mozart en la inauguración del monumento al compositor en Salzburgo en 1842. Sus oratorios fueron especialmente admirados. Era requerido constantemente para realizar conciertos de órgano que consistían en improvisaciones. Su pericia en cuestiones relativas a la construcción de órganos fue tal que colaboró en muchas ocasiones con Aristide Cavaillé-Coll, el famoso constructor de órganos de emblemáticas iglesias de Francia, entre las que destaca el de la catedral de Notre Dame.